# Canton de Nantes-8
Le canton de Nantes-8 est une ancienne circonscription électorale française, située dans le département de la Loire-Atlantique (région Pays de la Loire).

## Géographie
Le canton de Nantes-8 contenait une partie de la commune de Nantes.

## Histoire
Le canton a été créé en 1973 et englobait l'actuel quartier Nantes Erdre. Supprimé en 2015, l'ensemble de la circonscription sera intégrée au nouveau canton de Nantes-7.

## Administration
| Période | Période | Identité                           | Étiquette             | Qualité |
| ------- | ------- | ---------------------------------- | --------------------- | --- |
| 1973    | 1976    | André Routier-Preuvost (1915-1996) | SFIO puis PS puis DVG | Officier de marine marchande, inspecteur d’assurances puis directeur commercial Adjoint au maire de Nantes Conseiller régional (1973-1976)                                                                              |
| 1976    | 2001    | Guy Goureaux (1930-2015)           | PS                    | Universitaire Adjoint au maire de Nantes (1977-1983) et (1989-1995), conseiller municipal de Nantes (1983-1989) |
| 2001    | 2015    | Michel Ménard                      | PS                    | Professeur des écoles Député (5e circonscription de la Loire-Atlantique) (2007-2017) Conseiller municipal de Nantes (1995-2007) Vice-président délégué à l’éducation (2011-2015) Elu en 2015 dans le Canton de Nantes-7 |

## Composition
Le canton de Nantes-8 se composait d’une fraction de la commune de Nantes. Il compte 27 212 habitants (population municipale) au 1er janvier 2012.
| Nom                | Code Insee | Intercommunalité | Population (dernière pop. légale)                |
| ------------------ | ---------- | ---------------- | ------------------------------------------------ |
| Nantes (chef-lieu) | 44109      | Nantes Métropole | Fraction : 27 212(2012) Commune : 298 029 (2014) |

## Démographie
| 1975 | 1982 | 1990   | 1999   | 2006   | 2011   | 2012   |
| ---- | ---- | ------ | ------ | ------ | ------ | ------ |
| -    | -    | 19 271 | 24 174 | 26 738 | 26 736 | 27 212 |